# Dromaeolus sputator
Dromaeolus sputator är en skalbaggsart som beskrevs av Sharp 1908. Dromaeolus sputator ingår i släktet Dromaeolus och familjen halvknäppare. Inga underarter finns listade i Catalogue of Life.